# Bülent Arınç
Bülent Arınç (Bursa, 1948. május 25. –) konzervatív török politikus (AKP), Recep Tayyip Erdoğan kormányában államminiszter és miniszterelnök-helyettes, 2002–2007 között a Török Nagy Nemzetgyűlés (Törökország parlamentje) elnöke volt.

## Életrajz
Középiskolai tanulmányait Manisa városában végezte, majd 1970-ben az ankarai egyetemen szerzett jogi diplomát (Ba fokozat), ezt követően Manisában lett szabadúszó ügyvéd.
Már az egyetemi évek alatt érdeklődött a politika iránt, és 1995-ben a Jólét Pártja (RP = Refah Partisi) színeiben a Török Nagy Nemzetgyűlés képviselőjévé választották. Ezt követően sorozatban lett Manisa képviselője: 1999, 2002, 2007, 2011 (a legutóbbi évtől már Bursa városát képviseli).
1998. február 15-én a török Alkotmánybíróság betiltotta a Jólét Pártját; átlépett az újonnan létrehozott Fazilet Pártba (török jelentése: erény).
A török Alkotmánybíróság 2001. június 22-én betiltotta az Erény Pártját is, ekkor R. T. Erdoğannal közösen megalapították a Igazság és Fejlődés Pártja nevű politikai pártot. Ekkortájt lett tagja a török parlament külügyi bizottságának is.
2002. november 3-án újra megválasztották képviselőnek, és valamivel később, november 19-én a parlament elnökének is.
2009. május 1-jén nevezték ki államminiszter-helyettes pozícióba, a TRT (Türkiye Radyo ve Televizyon Kurumu) felügyeletére, a második Erdoğan kabinetbe.

## Politikai nézetei
Ő volt az egyik kezdeményezője annak az elképzelésnek, hogy az Ayasofya Múzeumként funkcionáló Hagia Szophia bazilikát alakítsák át egy működő mecsetté (korábban ennek az ötletnek a hátterében, értelmi szerzőként, Recep Tayyip Erdoğan, akkori isztambuli polgármester állt). E kijelentésével rendkívül feldühítette a görög kormányt. A szekuláris török állam hívei ellenezték a mecsetként történő újraszentelést, ennek ellenére ez 2020 júliusában mégis megtörtént. 

## A 2013-as korrupciós botrány
2013. december 17-én kitört korrupciós botrány személyét nem érintette, hivatalában maradt.

## Magánélete
Nős, 2 gyermeke van: Ayşenur, Mücahit. Harmadik fia, Mehmet Fatih 1997-ben egy közlekedési balesetben hunyt el.

## Fordítás
- Ez a szócikk részben vagy egészben  a   Bülent Arınç című török Wikipédia-szócikk fordításán alapul.  Az eredeti cikk szerkesztőit annak laptörténete sorolja fel. Ez a jelzés csupán a megfogalmazás eredetét és a szerzői jogokat jelzi, nem szolgál a cikkben szereplő információk forrásmegjelöléseként.
- Ez a szócikk részben vagy egészben  a   Bülent Arınç című angol Wikipédia-szócikk fordításán alapul.  Az eredeti cikk szerkesztőit annak laptörténete sorolja fel. Ez a jelzés csupán a megfogalmazás eredetét és a szerzői jogokat jelzi, nem szolgál a cikkben szereplő információk forrásmegjelöléseként.